# Benjamin Jesty

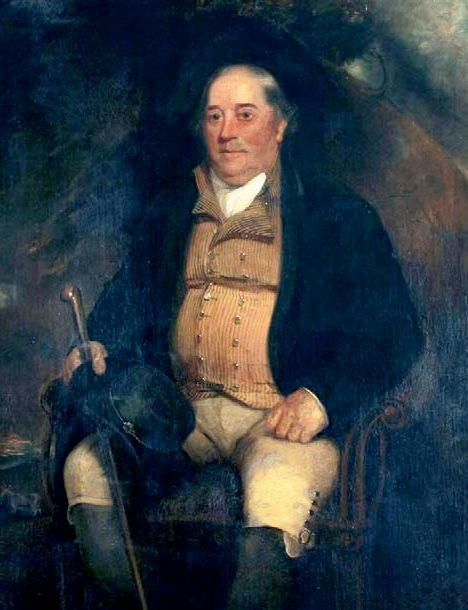
Benjamin Jesty (1805). Ein Porträt von Michael William Sharp

Benjamin Jesty (* um 1736 in Yetminster, Dorset; † 16. April 1816 in Worth Matravers) war ein englischer Landwirt und Pionier auf dem Gebiet der Vakzination.
Jesty beobachtete, dass seine Milchmägde, die an Kuhpocken – einer vergleichsweise harmlosen Virusinfektion – erkrankt waren, später nicht an Pocken erkrankten. 1774 infizierte er seine Frau und seine beiden Söhne mit Kuhpocken einer Kuh, um so seine Familie gegen die Pocken zu schützen. Damit gilt er als der erste bekannte Mensch, der das Prinzip der Impfung erfolgreich eingeführt hatte, obwohl er dies ursprünglich nie öffentlich bekannt gemacht hatte.

## Leben
Am 19. August 1736 wurde Jesty als jüngster Sohn des Metzgers Robert Jesty getauft. 1770 heiratete er in Longburton Elisabeth Notley (1740–1824). Mit ihr hatte Jesty vier Söhne und drei Töchter. Die Familie lebte auf der Upbury-Farm in Yetminster.

## Vakzination
Jesty war ein erfolgreicher Landwirt. Er lebte zunächst in Yetminster und zog später nach Downshay. 1774 brachen in der Umgebung von Downshay die Pocken aus. Ann Notley und Mary Read waren zwei der Milchmägde von Jesty. Ein Bruder beziehungsweise ein Neffe der beiden litten an Pocken. Obwohl beide ihre Verwandten besuchten, erkrankte keine von ihnen an Pocken. Beide waren zuvor an Kuhpocken erkrankt.
Jesty wusste, dass ein benachbarter Landwirt, Mr. Elford, in Chittenhall mehrere Kühe hatte, die mit Kuhpocken infiziert waren. Er nahm seine Frau und zwei seiner Söhne, Robert (zwei Jahre alt) und Benjamin (drei Jahre alt), mit zu seinem Nachbarn. Mit einer Stricknadel seiner Frau entnahm er von einer infizierten Kuh aus einem Pockenpustel Material und inokulierte es bei seinen Söhnen in je einen Oberarm. Bei seiner Frau inokulierte er es in einen Unterarm. Sich selbst behandelte Jesty nicht, da er zuvor schon an Kuhpocken erkrankt war. Er war davon überzeugt, dass diese zurückliegende Erkrankung ihn ausreichend schützen würde. Die Arme seiner beiden Söhne zeigten lokale Reaktionen. Bei seiner Frau setzte am Arm eine erhebliche, wahrscheinlich bakterielle Entzündungsreaktion ein, so dass sie ernsthaft erkrankte. Durch zwei aus Cerne Abbas hinzugezogenen Ärzten, Mr. Trowbridge und Mr. Meech, erholte sie sich von der Erkrankung jedoch schnell wieder.
Durch die Wirksamkeit der Impfungen erkrankten seine Söhne und seine Frau weder bei einer erneuten Pockenepidemie, noch konnten seine geimpften Söhne mit den Pocken inokuliert werden, beispielsweise 1789 (Robert und Benjamin) oder 1805 (Robert).
Aufgrund der starken Entzündungsreaktion am Arm seiner Frau, die medizinisch behandelt werden musste, und der damals neuartigen Methode, Material von Tieren zur Impfung zu nutzen, erntete Jesty sehr viel Spott von seinen Nachbarn. Darüber hinaus wurde Jesty körperlich und verbal geschmäht, so dass er und seine Familie schließlich 1797 nach Worth Matravers umzogen. Jesty hat diese Methode daher nie publik gemacht oder an einem seiner anderen Kindern wiederholt. Obwohl Jestys Impfungen zwar in Südengland erzählt wurden, blieben sie anekdotisch und wurden lange in der damaligen medizinischen Fachwelt nicht zur Kenntnis genommen.
Etwa 30 Jahre später wurde die Vakzination durch Edward Jenner öffentlich verbreitet, es gibt aber keinen eindeutigen Nachweis darüber, ob Jenner von Jestys Versuch Kenntnisse hatte. Aufgrund Nachforschungen des Geistlichen Andrew Bell, einem Pfarrer aus Swanage, wurde Jesty in einer Schrift 1803 als den ersten Impfenden dem Original Vaccine Pock Institute und einem Parlamentsmitglied, George Rose, bekannt gemacht. Bell war selbst begeisterter Impfer. 1805 wurde Jesty nach London ins Original Vaccine Pock Institute eingeladen, um vor einer Untersuchungskommission von seinen 1774 durchgeführten Impfungen zu berichten. Die Reise wurde von George Pearson – einem Konkurrenten Jenners – organisiert, wahrscheinlich als politischer Affront gegenüber der Royal Jennerian Society. Jestys Sohn Robert hat ihn auf seiner Reise begleitet und ließ sich erneut Inokulieren, um seine Immunität gegen Pocken zu demonstrieren. Die Ergebnisse wurden im Edinburgh Medical and Surgical Journal publiziert. Ein Porträt Jestys wurde in Auftrag gegeben, durch Michael William Sharp vollendet und im Institut aufgehängt. Gegenüber Bell war Jesty ferner der Überzeugung, dass diese Methode des Impfens einen Menschen nicht gefährde:  

“There is little risk in introducing into the human constitution matter from the cow as we already without danger eat the flesh and blood, drink the milk and cover ourselves with the skin of this innocuous animal.”

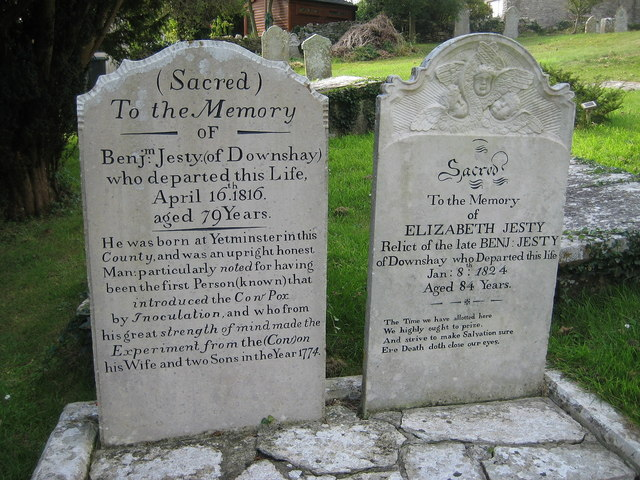
Grabsteine Benjamin und Elizabeth Jesty, Friedhof St. Nikolaus von Myra bei Worth Matravers

Jesty wurde allgemein nicht die monetäre Belohnung gewährt, die Jenner erhalten hatte. Vom Original Vaccine Pock Institute erhielt er mit Gold verzierte Lanzetten, eine feierliche Urkunde, auf der er als der Erfinder der Impfung gepriesen wurde, sowie 15 Meerschweinchen als Aufwandsentschädigung für die Reise. Nach Jestys Tod sorgte seine Witwe dafür, dass auf seinem Grabstein seine hervorstechende Bedeutung als erster Mensch, der eine Impfung durchgeführt hatte, hervorgehoben wurde. Als Jestys Frau 1824 im Alter von 84 Jahren verstarb, wurde sie neben ihrem Mann beigesetzt.

“He was born at Yetminster in this County, and was an upright and honest Man: particularly noted for having been the first Person (known) that introduced the Cowpox by Inoculation, and who from his great strength of mind made the Experiment from the (Cow) on his Wife and two Sons in the year of 1774”

### Neuere Literatur
- Patrick John Pead: Benjamin Jesty, the Grandfather of Vaccination. Cambridge Scholars Publishing, Newcastle upon Tyne 2021, ISBN 978-1-5275-7726-8.

- D. R. Hopkins: The greatest killer: smallpox in history. The University of Chicago Press, 2002, ISBN 978-0-226-35168-1, S. 80.
- P. C. Plett: Peter Plett und die übrigen Entdecker der Kuhpockenimpfung vor Edward Jenner. In: Sudhoffs Archiv, Zeitschrift für Wissenschaftsgeschichte, Band 90, Heft 2, Franz Steiner Verlag, Stuttgart, 2006, S. 219–232. (ISSN 0039-4564)
- P. J. Pead: Benjamin Jesty: new light in the dawn of vaccination. In: The Lancet 362, 2003, S. 2104–2109. PMID 14697816
- R. Horton: Myths in medicine. Jenner did not discover vaccination. In: BMJ (Clinical research ed.). Band 310, Nummer 6971, Januar 1995, S. 62, PMID 7726920, PMC 2548470 (freier Volltext).
- C. P. Gross und K. A. Sepkowitz: The myth of the medical breakthrough: smallpox, vaccination, and Jenner reconsidered. In: Int J Infect Dis 3, 1998, S. 54–60. PMID 9831677

### Zeitgenössisch
- Von der Vaccina, in: Armand Trousseau, L. Culmann (Übers.): Medicinische Klinik des Hotel-Dieu in Paris, Stahel, Würzburg 1866, S. 43ff. Digitalisat, (enthält Übersetzungen von Originaldarstellungen u. a. von John Webb).